# アウトバーンコップ
『アウトバーン・コップ』（独：Die Autobahnpolizei）は、ドイツRTLとアクション・コンセプト社が製作するポリスアクションドラマ。
本国ではAlarm für Cobra 11（アラーム・フォー・コブラ11）が正式名称で、1996年3月から放送されている長寿番組。
ちなみにドイツ国内他、海外では本作のビデオゲーム（PC、PS2、Xbox 360、携帯アプリなど）も数作リリースされている。
日本では発売元で作品タイトルが異なる（日本での作品タイトルを参照）。
ヨーロッパ大陸の東西を結ぶ超高速ネットワーク道路“アウトバーン”を舞台に、覆面パトカー「コブラ11号」を駆る私服刑事コンビら高速警察隊の大活躍を描いたドイツのテレビシリーズ。番組原題は「コブラ11へ緊急呼出!」の意。

## 特徴
基本的に一話完結であるが、例外もある(第3シーズンの還らざる海など)。
1エピソードで必ず劇用車のカースタントのシーンがある。スタントの内容も半端ではなく、多重衝突・ジャンプ・爆発はお決まりで、100台近くが玉突き事故を起こすシーンや、たまに凄まじく宙を舞うシーン（『ダイ・ハード4.0』でのヘリコプターにパトカーを激突させるシーンに匹敵、もしくはそれ以上）もある。
ちなみに以前から度々使用はされてきたが、最近特に使用回数が増えてきた破壊方法で圧力を使った装置がある（横転時、車体に穴が開いていて煙が出でいる物はその装置によるもの）。
破壊される車も、メーカー・車種・年式等、様々である。高級車・新型車のスタントや破壊・爆破もあり、メルセデス・ベンツやBMW、キャデラック、ジャガーなどはもちろんのこと、フェラーリやロールス・ロイス、ポルシェ、ヘリ、セスナ（本物かダミーかは不明）などが破壊されたこともある。なお、破壊はされていないが、ランボルギーニやマイバッハも登場したことがある。ちなみにフォード、オペル、フォルクスワーゲン、アウディ、サーブ、ボルボがよく破壊される。
また、欧州車ばかりではなく、ジープ、クライスラー、キャデラック、ハマーといったアメリカ車はもちろんのこと、トヨタや日産、ホンダ、マツダといった日本車が（トヨタに至ってはアベンシスとカムリ、ランクル100がドイツのパトカー仕様として）登場しており、最近ではヒュンダイ、キアといった韓国車も登場している。
現在はBMW・G20 M-sport 330i(グレイシャーシルバー)とBMW・G42 M-sport 220i(ブラックサファイア)が覆面パトカーとして使用されており、フルモデルチェンジすると新型が登場する。かつては、主にトップグレードが採用されていたが、近年では中級グレードが採用されている。
爆破等のスタントシーンでは、主要車種、悪役使用車、エキストラカー共に、先代モデルを現行風に改造した物に摩り替わる等、日本の西部警察に似た様な演出があったが、最近では主役の覆面パトカーを中心に、摩り替わらずそのまま破壊されるケースが多い。
激しい多重事故が発生するシーンでも、死者が出たという設定はあまりない（例えば空高く舞い上がり地上に激突したメルセデス・ベンツ・SLKのドライバーが生還するなど）。但し、死者が出た場合は爆死したり、追突した車に上半身を潰されるなど悲惨な死に方をする場合があり、その場合、現場で棺に入れられた遺体がベンツの霊柩車に乗せられるシーンがよく見られる。なお、クラッシュシーンではフッテージ（過去の映像の使い回し）が使われることもある。
主人公達が使用する武器はワルサーP88コンパクトとH&K P30である。第11シーズンスペシャルまでは相棒も主人公と同じP88コンパクトを使用していた。(グリップの色が違う)
その後はシグザウエルP225やH&K P30を使用するようになる。
なお、スピンオフでは主人公と相棒、共にシグザウエルP228を使用していたが、途中からH&K P2000に変更されている。
第1シーズンから第8シーズンまではパトカーの色は緑/白だった、その後第9シリーズから第14シリーズまで緑/銀で、第16シーズンからは青/銀になった。第21シーズンからは黄色も追加され、現在の色は青色&黄色となっている。　パトカーの色が青に変更されると同時に制服警官の制服も青になった。
オープニングテーマは第11シーズンから一新されている。また、それまでクライマックスのカーチェイスで流れていた曲も変更されている。タイトルロゴは第18シーズンからリニューアルされた。そして第25シーズンから再びオープニングテーマを一新、定番であったナレーションも無くなっている。第26シーズンでもオープニングテーマが一新され、映像も演者の名前、背景は劇中映像が流れるようになるが、第27シーズンもオープニングテーマを一新、ナレーションは変わらず無いものの、主人公2人+劇中映像の構図に戻っている。

## ロケ地
- アクション・コンセプト社が所有するアウトバーンのオープンセット
- アウトバーン44号線。デュッセルドルフ空港の近く
- アウトバーン560号線。"Grevenbroich Gustorf"インターチェンジの近く
- その他、ホテルなどは何度も同じ場所が使われることがある。
- 第3シーズン最終話「還らざる海(前編・後編)」のみ、スペイン・マジョルカ島にて大規模なロケを敢行。

## 日本での作品タイトル
作品の順番は発売順。
| 作品タイトル                                         | 原題                          | 内容                                                                  | 発売元               |
| ---------------------------------------------------- | ----------------------------- | --------------------------------------------------------------------- | -------------------- |
| 『アウトバーン・コップ』                             | Höllenfahrt auf der A4        | 第4シーズン（90分スペシャル）                                         | 日活／デックス       |
| 『インターチェンジ』                                 | Todesfahrt der Linie 834      | 第5シーズン（90分スペシャル）                                         | プライムウェーブ     |
| 『アウトバーン・コップ』Alermシリーズ                | -                             | 第4シーズン（#47〜61）                                                | 日活／デックス       |
| 『アウトバーン・コップ』Cobraシリーズ                | -                             | 第3シーズン（#31〜46）                                                | 日活／デックス       |
| 『マキシマムスピード』                               | Countdown auf der Todesbrücke | スピンオフ（90分スペシャル）                                          | プライムウェーブ     |
| 『スピードウェイ』                                   | Bomben bei Kilometer 92       | 第1シーズン（90分スペシャル）                                         | プライムウェーブ     |
| 『ワイルド・ランナー』                               | Für immer und ewig            | 第8シーズン（90分スペシャル）                                         | プライムウェーブ     |
| 『ワイルド・ランナーX2』                             | Feuertaufe                    | 第7シーズン（90分スペシャル）                                         | プライムウェーブ     |
| 『アウトバーン・スピード』                           | -                             | 第7シーズン(#95〜103.105.107.109)                                     | ファイン・フィルムズ |
| 『ワイルド・ランナーX3』                             | Hetzjagd                      | 第6シーズン（90分スペシャル）                                         | プライムウェーブ     |
| 『ワイルドランナーX』                                | -                             | 第7シーズン(#104.106.108.110~111) 第8シーズン(#112〜120)              | プライムウェーブ     |
| 『ワイルドランナーXX』                               | -                             | 第9シーズン(#121〜133) 第10シーズン(#135〜137)                        | プライムウェーブ     |
| 『アラーム・フォー・コブラ11 SPECIAL』               | Auf Leben und Tod             | 第11シーズン（90分スペシャル）                                        | プライムウェーブ     |
| 『アラーム・フォー・コブラ11』                       | -                             | 第11シーズン（#153〜159.163.165.166）                                 | プライムウェーブ     |
| 『アラーム・フォー・コブラ SPIN OFF』                | -                             | スピンオフ(#2-1〜2-10)                                                | プライムウェーブ     |
| 『アラーム・フォー・コブラ11 スクランブル』          | Stadt in Angst                | 第12シーズン（90分スペシャル）                                        | プライムウェーブ     |
| 『アラーム・フォー・コブラ11 シーズン12』            | -                             | 第11シーズン(#160〜162.164） 第12シーズン(#167〜172)                  | プライムウェーブ     |
| 『レッドゾーン』                                     | -                             | 第10シーズン(#134.138〜140.142〜143)                                  | ミッドシップ         |
| 『HEAT ヒート 無法捜査線』                           | Auf eigene Faust              | 第13シーズン（90分スペシャル）                                        | アメイジングD.C.     |
| 『HEAT ヒート 東京クライシス』                       | Am Ende der Welt              | 第14シーズン（90分スペシャル）                                        | アメイジングD.C.     |
| 『アラーム・フォー・コブラ11〜ゼミル&ベン』          |                               | 第13シーズン(#181〜183.#186) 第14シーズン(#90分スペシャル.#187〜#194) |                      |
| 『 アラーム・フォー・コブラ11/アウトバーン・コップ』 | -                             | 第21シーズン(#289.#291〜#293) 第22シーズン(#294〜#300)                | -                    |

- 『インターチェンジ』、『マキシマムスピード』、『スピードウェイ』、『ワイルド・ランナー』三作品を収録した「アラーム・フォー・コブラ11 レトロスペクティブBOX」を2008年5月2日に発売。

- 「アラーム・フォー・コブラ11 スペシャル」（90分スペシャル）は、2008年4月4日に発売。「アラーム・フォー・コブラ11 TVシリーズBOX」（5枚組全10話収録）は、2008年6月6日に発売。

- 『アラーム・フォー・コブラ SPIN OFF』は、2008年11月12日に「アラーム・フォー・コブラ SPIN OFF DVD-BOX」（5枚組全10話収録）として発売。90分スペシャル（TV-movie）は『マキシマムスピード』として発売済み。

- 「アラーム・フォー・コブラ11 スクランブル」（90分スペシャル）は、2009年8月5日に発売。「アラーム・フォー・コブラ11 シーズン12 DVD-BOX」(5枚組全10話収録）は、2009年9月9日に発売。

- 第4シーズン（90分スペシャル）は、1996年にアメリカでTV映画として製作された『ランナウェイ・カー』（Runaway Car）をリメイクし製作されている。

- この作品とは関係ないものの、同じアクションコンセプト社が製作している「ザ･クラウン」にゼミルとアンドレがカメオ出演しているほか、「クラッシュ・ライン」(原題：CRASH KIDS)にゼミルのBMW3シリーズE46セダン(ナンバーがNE-DR 8231)が冒頭の追跡シーンに出演している。

## 日本でのテレビ放送
テレビ放送においては原題に沿った『アラーム・フォー・コブラ11』として放送されている。

### 『アラーム・フォー・コブラ11』
- テレ朝チャンネル（2008年2月3日〜終了）
- 北海道文化放送（2008年4月9日〜終了）
- テレビ新潟（第11シーズン　2008年10月〜終了）
- BS11デジタル（第8シーズン　「FOX11」枠　2009年4月〜終了）
- テレビユー山形（第11シーズン　2009年8月8日〜終了）
- 青森テレビ（第11シーズン　2009年12月2日〜終了）
- 京都放送（第12シーズン　2010年1月6日〜終了）
- サンテレビ（第11シーズン　2010年2月10日〜終了）
- サンテレビ（第12シーズン　2010年3月17日〜終了）
- 秋田朝日放送（第11シーズン　2010年4月9日〜終了）
- サスペンスシアター FOXCRIME (第9シーズン 2010年8月〜終了 )
- TOKYO MX (第11シーズン2011年2月19日〜終了、第12シーズン2011年7月2日〜)※アラーム　フォー　コブラ11としての放送。但し同テレビ局の番宣CMでは『アラーム・フォー・コブラ11』と表記。

### 『アラーム・フォー・コブラ11 SPIN OFF』
- 北海道文化放送（2008年7月〜2008年9月17日）
- テレビ愛知（2009年1月10日〜2009年2月14日）
- テレ朝チャンネル（2009年6月23日〜2009年7月8日）[アラーム・フォー・コブラ11 TEAM2として放送]
- 青森テレビ（2010年2月25日〜2010年5月4日）
- サンテレビ（2010年3月2日〜2010年3月16日）
- TOKYO MX（2011年4月23日〜）(アラーム・フォー・コブラ SPIN OFFとして放送)

## 登場人物
- 日活版、ファインフィルムズ版、プライムウェーブ版では吹き替えが違う為、声優名の右に日活版の場合は[日]、ファインフィルムズ版の場合[フ]、プライムウェーブ版の場合は[プ]と表記。

### 主要レギュラー
ゼミル・ゲーカン
演：エルドゥアン・アタライ、吹替：山路和弘[日] / 多田野曜平[フ] / 大塚明夫・室園丈裕[プ]
第2話(パイロット版含めると3話)から登場、実質的な本作の主人公。1964年2月2日トルコ・イスタンブール生まれ。インゴの後任。インゴ殉職の後、ランプレヒト隊長にフランクの新しい相棒として呼び寄せられ高速警察隊に赴任する。
ドイツ国籍取得後すぐにドイツ連邦軍に徴兵され、陸軍を経て警察官になったため、戦車の知識が豊富。使用拳銃はワルサーP88コンパクト、代用としてS&W M19を使用する。
第8シーズン（90分スペシャル）で、同僚のアンドレアと結婚する。
父、母、従弟がいる。父は亡くなっているらしく、従弟は何回か番組に登場している。幼い頃の夢はパイロットで、飛行機のラジコンで遊んでいるシーンがある。父は警察官になるのに反対だったらしい。ラフな格好が多い(ジージャンや革ジャンをよく着る)。
階級は警部だが、エピソードによって変わる。
第25シーズンで退職。同時に刑務所へと収監されたが、第26シーズンにおいてヴィッキーらの尽力により復職する。

ダナ・ゲーカン(ダナ・ヴェグナー)
演：ギツェム・エムレ
第16シーズンから登場。登場時は12歳。
第19シーズンで母親が事件に巻き込まれ亡くなった。その後はゼミルに引き取られ、一緒に暮らすようになる。
第23シーズンで父であるゼミルと同じ警察官になる。
第24シーズンからジェニーの後任となる。
ヴィッキー・ライジンガー
演：ピア・シュトゥッツェンシュタイン (日本未公開)
第25シーズンから登場、ゼミルの九代目相棒。階級は警部補。使用拳銃はGlock 17で、女性の相棒はシリーズ史上初である。(スピンオフ除く)
マックス・タウバー
演：ニコラス・ウルフ (日本未公開)
第25シーズンから登場。ジェニー、フィンの後任。第27シーズンでは5代目隊長に就任。

### 過去のレギュラー
インゴ・フィッシャー
演：ライナー・ストレッカー、吹替：坪井智浩
『スピードウェイ』（パイロット版）と第1話まで出演。 ゼミルの前任。第1話で殉職。
使用拳銃はベレッタM92。
フランク・シュトルテ
演：ヨハン・ブランドラップ、吹替：松本保典
『スピードウェイ』（パイロット版）及び第8話まで出演。ゼミルの初代相棒。
使用拳銃はベレッタM92で、途中からコルト・ガバメントに変更する。
第21シーズン(通算第293話)「リスク」にて再登場を果たす。(ゲスト出演)
再登場時は警察を退職しており、民間企業に勤めていたが、とある事件に巻き込まれ無職となり、自己破産もしていた事が作中で判明する。
カタリーナ・ランプレヒト
演：アルムート・エガート
『スピードウェイ』（パイロット版）及び第2シーズン14話まで出演。高速警察隊の初代隊長。
アンドレ・フックス
演：マーク・ケラー、吹替：中田和宏
第2シーズンから第3シーズンまで登場。ゼミルの2代目相棒。アンドレとゼミルのコンビで番組の人気が上昇。
空手と柔術二段の腕前で、使用拳銃はワルサーP88コンパクト。階級は警部。第3シーズン最終話にて殉職したと思われたが、実は生きていたことが第18シーズンのスペシャルで判明。記憶を一時的に失っていたものの漁師に助けられており、潜入捜査官として活動、再会したゼミルらと協力して事件を解決しようとするが、雪山の崖に落ち、再び生死不明となる。
トム・クラニッヒ
演：レネ・シュタインケ、吹替：楠大典[日] / 高瀬右光・ふくまつ進紗・安井邦彦[プ]
第4シーズン（90分スペシャル）から、第11シーズン（90分スペシャル）まで登場。アンドレの後任で、ゼミルの3代目相棒。第6シーズンで降板するが、第9シーズンで再登場する。第11シーズンにて、人身売買事件の捜査中に銃撃され殉職。階級は警部。
ヘリの操縦免許や、薬学の知識もある。
銃はアンドレが使用していたワルサーP88コンパクトを使用する。
フランク・トラバー
演：ヘンドリック・ディラン、吹替：入江崇史 / てらそままさき（アラームフォーコブラ11スピンオフ）
『マキシマムスピード』（スピンオフ作品）での主人公。階級は主任警部。
人手不足の高速警察隊に配属予定の補充要員だったが、アウトバーンで発生した事故の際、ゼミルとトムが爆風で吹き飛ばされ大怪我をしたので、2人が捜査中だった事件を事故現場からそのまま引き継いだ。相手を威圧したり、激怒させたりする言動が目立つため、スザンナとエンゲルハルトは手を焼いている。
銃はシグザウエルP228を使用するが、途中からH&K P2000に変更する。
スザンナ・フォン・ランディツ
演：ユリア・スティンスホッフ、吹替：五十嵐麗 / ちふゆ（アラームフォーコブラ11スピンオフ）
フランク・トラバーと一緒に赴任した捜査官。階級は警部。フランクとは最初は気が合わずケンカばかりしていた。
銃はフランクと同じシグザウエルP228を使用するが、途中からH&K P2000に変更する。
ヤン・リヒター
演：クリスチャン・オリヴァー、吹替：藤井啓輔[フ] / 奥田啓人[プ]
第7シーズン（90分スペシャル）から登場、ゼミルの4代目相棒。
元々は別の部署に居たが、第7シーズンスペシャル(ワイルドランナーX2)で友人が殺されたためゼミルとコンビを組む事になった若手刑事。階級は警部。
銃はアンドレやトムが使用していたワルサーP88コンパクトを使用する。ゼミルとの会話は日本語吹き替えではタメ口になっている。
第8シーズン最終話で恋人が自殺したため、そのショックから警察を引退した。
クリス・リッター
演：ゲデオン・ブルクハルト、吹替：落合弘治
第11シーズンから登場、ゼミルの5代目相棒。始めは「マーク・イェーガー」という偽名で潜入捜査をしていたが、その時トムの射殺現場に出くわしてしまいゼミルに犯人だと勘違いされてしまう。潜入捜査の過酷さから妻や2人の子供と別れる事になってしまった。捜査方法が強引なため、ゼミルとエンゲルハルトは対応に苦労している。第12シーズン最終話で犯罪組織の主犯格に撃たれて殉職。
銃はシグザウエルP225を使用する。
アンドレア・シェーファー
演：カリーナ・ウェイリス、吹替：根谷美智子[日] / ちふゆ[フ] / 沢海陽子[プ]
本部デスク兼連絡係の秘書役。コンピューターを使いデータベースやインターネットから、捜査に必要な情報を引き出し事件解決に導く。ゼミルと職場で長い恋愛時代の後、第8シーズン（90分スペシャル）でゼミルと結婚し、アンドレア・ゲーカンに。第10シーズン途中で長女・アイダを出産し、その後はゼミルの妻として出演。第15シーズンで第2子を出産。第19シーズンでゼミルと離婚するが後に復縁する。
アンナ・エンゲルハルト
演：シャルロット・シュヴァーブ、吹替：佐藤しのぶ[日] / 竹村叔子[プ]
第2シーズン15話から登場、高速警察隊の2代目隊長。ゼミル達の上司。妹と甥がいる。第13シーズン途中で退任、その後第21シーズンで2回ゲスト出演。
ホッテ・ヘルツベルガー
演：ディトマー・フーン、吹替：谷昌樹[日] / 中村浩太郎[プ]
ディーター・ボンラートの相棒で、ゼミル達の同僚の巡査部長。高速警察隊に25年以上勤務してきた経験から、アウトバーン上で起こるあらゆる事故に対して、決して動じず冷静さを失わない。
口癖は「俺はすべて見てきた」
第16シーズン初回で銃撃からベンを庇い殉職。なお殉職以前に退職を考えていた。
ディーター・ボンラート
演：ゴットフリート・フォルマー、吹替：仲野裕[日] / 浦山迅[プ]
ゼミル達の同僚のベテラン警官。同僚のホッテ・ヘルツベルガーとコンビを組んでいる。離婚歴があり、息子と従兄弟がいる。
第20シーズン2話でジェニーとパトカー(BMW・X1(E84))で巡回中に狙撃され、負傷したジェニーを逃した後、パトカーの爆発に巻き込まれ殉職。
ベン・イェーガー
演：トム・ベック
第13シーズンから登場、ゼミルの6代目相棒。
歌手になるため第18シーズンで退職。
その後第24シーズンでゲスト出演。
銃はクリスが使用していたシグザウエルP225を使用する。
アレックス・ブラント
演：ビンツェンツ・キーファー（日本未公開）
第19シーズンから登場、ゼミルの7代目相棒。銃はH&K P30を使用する。
母親を探すために第20シーズンで退職。
パウル・レナー
演：ダニエル・ローズナー
第21シーズンから登場、ゼミルの8代目相棒。
銃はアレックスが使用していたH&K P30を使用する。
認知症の父親とヨットで旅に出て、ニュージーランドに住む母親と再会し暮らす為、第24シーズンで退職。
キム・クリューガー
演：カティヤ・ヴォイヴォート
第13シーズンから登場、高速警察隊の3代目隊長。
第24シーズンで殉職。
ハルトムート・フロイント
演：ニールス・クルフィン、吹替：天田益男[プ]
第7シーズンから登場、KTU（科学捜査官）の一員。ハッキングの知識もある。
第24シーズンを最後に退職。
ジェニー・ドルン
演：カトリン・ヘス
第16シーズンから登場、ホッテ・ヘルツベルガーの後任の新人女性警察官、第20シーズン中盤以降は私服警官に昇進。第24シーズンで退職。
フィン・バーデルズ
演：ライン・ヴァシュリック
第21シーズンから新人警察官として登場。
第24シーズンで退職。
ローマ・クレイマー
演：パトリック・カルパ (日本未公開)
第25シーズンから第26シーズンまで登場。高速警察隊の4代目隊長。第27シーズンで別部署に異動したことが語られている。

## 主な登場車両
レギュラー登場車両に関してはエピソードやシーンによってグレードが異なることがある。

### BMW
E36 325i/325tds/328i　(コスモス・ブラック/モントリオール・ブルー→アークティック・グレー→アークティック・シルバー)
ナンバー「BRB-E 283」「HVL-S 199」「UB-E 438」「B-EW 315」「B-DW 8271」「B-PV 185」「NE-DR 8231」
第1シーズン第2話から登場する。最初はコスモス・ブラック(325i、ゼミル車)とモントリオール・ブルー(325tds、フランク車)だったが、第2シーズン途中から使用者がアンドレからゼミルに代わり同時にアークティック・グレー(328i 中期型、アンドレ車)からアークティック・シルバー(328i 後期型、ゼミル車)になる。
第1シーズンは今とは違い、ゼミル車でのカーアクションは少なく、フランクのBMWでのカーアクションが多かった。
スタント時には前期型に摩り替えて破壊している。
また、E46が発売されたばかりのころは、車両にダメージが大きい派手なスタント等はE46ではなく、E36をE46風に改造した車両が使用された。
E39 523i 前期型 (フラメンコ・レッド/モントリオール・ブルー)
ナンバー「B-UL 473」「NE-KH 6321」
第2シーズン(日本未公開)から登場。ゼミル専用車であり、シーズン中盤まで使用された。
その後、第3シーズン第4話でアンドレ専用車であるCLK320(W208)の代車として登場する。
E46 (318i, 323i) 328i/330i 前期型/中期型 (アークティックシルバー→チタンシルバー)
ナンバー「NE-DR 8231」「M-KM 681」
第3シーズン第10話から第10シーズン第6話までゼミルの専用車として登場し、長きに渡り使用された。
派手なスタントにはE46ではなくE46風に改造されたE36が使用される。(スペシャルではE46のままで破壊されるコトもある。)
第6シーズンからホイールが変更されている。(スタント時のホイールも変更された。)
第9シーズンからはE46のままで破壊される事もあれば、E36のフロントをE46のモノに摩り替えて破壊したりするなど、かなり手間がかかっていた。
139話のみ、冒頭で後期型が使われた。
ゼミルがE90に乗り換えた少し後のエピソードで制服パトカーとして登場していた時期もあった。
E90 330i前期型/330i Mスポーツパッケージ後期型 (チタンシルバー/ブラックサファイア)
ナンバー「NE-DR 8231」「D-BM 3308」「M-WV 4269」「NE-TL 3737」「D-BM 3308」「K-ES 103」「K-ES 110」
第10シーズン第6話からのゼミル専用車。第14シーズンから後期型のMスポーツ仕様に変更される。なお、第14シーズン以降も、クラッシュシーンでは、前期型が使われることが多かった。
第11シーズン中盤より長らくゼミル車のナンバープレートとして使用された「NE-DR 8231」から「D-BM 3308」に変更。以降F30の代までゼミル車のナンバーとして固定で使用された。
ブラックサファイアは主にチタンシルバーの代車やSEK(特別機動隊)が使用する覆面パトカーとして幾度に渡り数台登場した。
X3(E83/F25)/X5(E53) (ブラックサファイア/グレイシャーシルバー/スペースグレー/ソフィストグレー・ブリリアントエフェクト)
ナンバー「NE-FL 200」「NE-TL 3737」「D-CL 3508」「D-AR 280」
X3(E83),X5(E53)は、ゼミル専用車であるE46(328i/330i),E90(330i)の代車として使われた。オフロードやクライマックス時のカーチェイス等で活躍。
E83・E53はSEK(特別機動隊)の覆面パトカーとしてブラックサファイアの個体が幾度に渡り登場した。
X3(F25)は、キムの専用車として使われていた。ナンバーはアレックス専用車であったCLA250から流用。(後に変更される。)
F30 330i/328i (グレイシャーシルバー/ブラックサファイア)
ナンバー「D-BM 3308」
第17シーズンからのゼミル専用車。
標準仕様だけでなく、Mスポーツ仕様やmodern仕様なども登場する。　
ブラックサファイアの個体はSEK(特別機動隊)の覆面パトカーとして登場した。　
一部スタント時にホイールがE90のモノに変わっていたり、派手なスタントの時にはE36やE90に摩り替わって破壊される事もある。のちに制服パトカーとしても登場し、F30(セダン),F31(ワゴン)共々二台で活躍。
F20LCI M-sport 125d (ミネラルグレー)
ナンバー「D-MJ 4495」「K-XT 9125」
第20シーズンからのジェニー専用車。
スタント時には標準仕様に摩り替わる事がある。
G20 M-sport 330i (グレイシャーシルバー→ミネラルグレー→スカイスクレイバーグレー)
ナンバー「K-BM 3308」「K-BM 3309」「K-BC 3509」
第25シーズンからのゼミル専用車。
第26シーズンではミネラルグレー車も併用して使っている。
第27シーズンではスカイスクレイバーグレーの車両に変更された。
ちなみにこの代では日本の正規輸入モデルのカラーにグレイシャーシルバーは存在しない。
G42 M-sport 220i (ブラックサファイア)
ナンバー「K-MN 9786」
第26シーズンでのヴィッキー専用車。

### メルセデス・ベンツ
C200 W202 (タンザナイトブルー)
ナンバー「B-DW 8271」
第2シーズン中盤でのアンドレ専用車。
CLK(W208)登場後はパトカーとして流用され、第8シリーズまで登場。
CLK320エレガンス W208 (タンザナイトブルー)　
ナンバー「B-DV 8271」「NE-LK 3470」「S-ML 6122」
第2シーズン中盤〜第7シーズン終盤まで登場。
アンドレ、トム、ヤンが使用。
第2〜3シーズン等でCLK200に摩り替わる事が何度もあった。
アンドレ在籍期は車体損傷を伴うスタントには使用されなかったが、トム赴任後より頻繁に破壊されるようになる。
第7シーズン序盤〜中盤ではW209型と並行して使っていた。(後にW209型に完全交代した。)
A140 W168 (サターンレッド)
ナンバー「NE-DK 382」
第3シーズンからのエンゲルハルト専用車。シーズン中盤まで使用された。
CLK320 W209 (タンザナイトブルー/エメラルドブラック)
ナンバー「NE-LK 3470」「S-OJ 9807」「S-OE 3914」「D-BD 2408」「D-AA 119」
第7シーズン2話から第11シーズンまで登場(第11シーズン後半ではW204と並行して使用)。ヤン、トム、クリスが使用。
初期はW208と並行されて使用されていた。W209風に改造されたオペル・カリブラに摩り替わることがある。(第9〜10シーズン)
第13シーズンではゼミルの330i(E90)やベンのC350(W204)の代車としてエメラルドブラックの個体が数回登場。
W204型 C350 アバンギャルド (スタンナイトグレー/オブシディアンブラック)
ナンバー「D-BD 2408」「D-CE 936」
第11シーズン後半〜第14シーズンまで登場。　第11シーズン後半から第12シーズンまでのクリス専用車。
第13〜14シーズンではベンが使用。
スタンナイトグレー車の代車として一度だけエメラルドブラックの車両が使われた。
E500登場後は制服パトカーに転用された。
E500クーペ (スタンナイトグレー/オブシディアンブラック)　
ナンバー「D-BD 2408」「K-PK 193」
第15シーズンから第18シーズンまで登場。ベン専用車。
第19シーズン秋期SPにて、ゼミル達が逃走用に一般市民からオブシディアンブラックの個体を拝借するも破壊される。
A160 W169 (ポーラーシルバー)
ナンバー「D-MB 314」「K-SK 214」
ゼミルのE90(330i)や、ベンが使用していたW204(C350)の代車として1度だけ登場している。(第14シーズン7話)
また、第12シーズン4話にてゼミルが犯人車を追跡する際に一般市民から同一の個体を拝借した。
CLA250 A117 (マウンテングレー)
ナンバー 「D-CL 3508」
第19シーズンから登場。アレックス専用車。 後に第21シーズン3話でキムが逃走用に使用した。その後は制服パトカーに転用される。
W205型 C220d アバンギャルド (カバンサイトブルー)
ナンバー「D-BD 3508」
第21シーズンから登場。パウル専用車。
E220 CDI W210 (エメラルドブラック)
ナンバー「D-TS 77」「KE-A 3245」
スピンオフでのフランク専用車。

CL203 スポーツクーペ (ブリリアントシルバー)
ナンバー「D-TK 24」「NE-US 100」
スピンオフでのスザンナ専用車。
本編でもゼミルとヤンがE46の代車で使用された。
ML320 W163 (ブリリアントシルバー)
ナンバー「NE-Z 98」「D-OB 110」
スピンオフに登場。E220、CL203の代車で使用する。
C205 クーペ (カバンサイトブルー)
ナンバー「K-BC 3508」
第25シーズンのみ登場。ヴィッキー専用車。

### アウディ
100 (C3系)(シルバー)
ナンバー「TG-A 257」「BRB-E 283」「BRB-A 404」
『スピードウェイ』（パイロット版）から第1シーズン第2話まで使用された。
フランク専用車。
第1シーズン第2話で、自動車窃盗団のボスが搭乗するランドクルーザーが急ブレーキ、ランクルに追突してしまい、スピン。立木に激突し、大破。走行不能となる。

### フォード
シエラ (3ドア初期型) (ホワイトブルー)
ナンバー「SL-K 689」「BRB-A 404」
『スピードウェイ』（パイロット版）から第1シーズン第1話まで使用された。
インゴ専用車。
スコーピオ MKI (5ドアハッチバック・1985-1992年モデル) (ホワイト/グリーン)
ナンバー「AP-2073」など。
第1シーズンから第6シーズンまで使用されたパトカー。
時々ゼミル達が運転する事もあった。

### ポルシェ
911(996型) (ホワイト/グリーン→シルバー/グリーン)　
ナンバー「AP-7639」「NRW 4-171」「NRW 4-772」
第3シーズン第2話から登場。ディーター・ホッテが第11シーズンまで使っていたパトカーとしても登場しており、ゼミル達が運転することもある。
第5シーズンから内装の色が黒から赤へと変更された。
カイエン(957型→958型) (シルバー/グリーン→シルバー/ブルー)
ナンバー「NRW 4-180」「NRW 4-418」「S-GO 1207」
第12シーズンから登場するパトカー。
ディーター・ホッテ(退職後はジェニー)が主に使用。ゼミルやベンが運転することもある。
957型は第13シーズンまで登場後、第14シリーズではレンジローバースポーツに切り替わるが、15シーズンでのパトカーのカラーリングが青に変更されたのを境に958型に切り替わり16シーズンまで登場。
911・カレラS(991型) (シルバー/ブルー→シルバー/ブルー/イエロー)
ナンバー「NRW 4-335」「NRW 4-399」
第18シーズンから登場するパトカー。
ディーター・ジェニー(ディーター殉職及びジェニーの私服警官への昇進後はフィンとモブの警官が主に使用)が主に使用するが、ゼミル達が使用する場合もある。

### オペル
ベクトラ (ベクトラA 前期型)(グレー)
ナンバー「NE-KL 9257」
第3シーズンでエンゲルハルトが使用する覆面パトカー。
パトカーとして登場することの方が多い。
ベクトラ (ベクトラC 前期型) (シルバー/グリーン→シルバー/ブルー→シルバー/ブルー/イエロー)
ナンバー「NRW 4-778」など。
第9シーズンから登場するパトカー。現在でも使用されている。

### フォルクスワーゲン
パサート・2代目（B2・5ドア) (グリーン/錆）
ナンバー「K-PE 4129」「K-TS 1966」
第7シーズンでのみ登場。ゼミル専用車であるE46(330i)やヤン専用車であるCLK(W208・W209)が両方共に使えない時に支給された。
元々は綺麗なグリーン色だったと推測されるが、長年放置しまくっていたのか、ボディのあちこちが傷や錆だらけとなっていた。
登場する度にボディが凹んでいたり、ドアやグリルといった外装パーツ類が外れている。

### トヨタ・レクサス
アベンシス（T210→T250型）(ホワイト/グリーン→シルバー／グリーン)
カムリ（XV30型）(ホワイト/グリーン→シルバー/グリーン)
ランドクルーザー（100系）(ホワイト/グリーン→シルバー/グリーン)
ナンバー「AP-2073」「NRW 4-598」など。
高速警察隊で使用されているパトカー。ランドクルーザーは第6シリーズ、カムリとアベンシスは第7シリーズより登場し、カムリはシーズン9、アベンシスはシーズン12、ランドクルーザーはシーズン11まで登場。アベンシスはシーズン9でモデルチェンジ後の二代目に交代している。なお、ランドクルーザーは第11シーズンで破壊されている。
スープラ（A70型）(オレンジ/緑のファイヤーパターンのペイント)
ナンバー「K-FH 310」
第8シーズン最終回から登場。鑑識・ハルトムートの愛車。チューニングがされている。ゼミル達の運転で破壊されることがある。第8シーズン最終回では違法レースの潜入捜査時にヤンが使用した。
レクサス・RX300 (ブルー)
ナンバー「K-EB 6925」
主にゼミル専用車であるE46や、トムとヤンが使用するCLK(W208・W209)の代わりに乗る代車。また、クライマックスのカーチェイスシーンに使われることが多い。
レクサス・IS (ダークブルー/ブラック)
ナンバー「K-EJ 8323」「K-PR 1142」「K-AW 555」「K-EF 1073」
エンゲルハルトが使用する覆面パトカー。スポーツクロス(アルテッツァジータ)が使用される事もある。11シーズンでは2代目を使用している。

### スズキ
エスクード (グレー)
ナンバー「HP-SE 247」
第12シーズンでエンゲルハルトが使用する覆面パトカー。

## エピソードタイトル一覧
日本公開分のエピソードタイトル一覧。なお、タイトル右の（）内は原題及びドイツ本国での放送回。

スピードウェイ(第1シーズンのTVムービー)

アウトバーン・コップ Cobraシリーズ（第3シーズン）
- 第01話 暴走戦車（Ein Leopard läuft Amok 31）
- 第02話 プロドライバー（Die letzte Chance 32）
- 第03話 地中の罠（Tödlicher Sand 33）
- 第04話 次の一発が命取り（Im Fadenkreuz 34）
- 第05話 霧に消えた赤ん坊（Im Nebel verschwunden 35）
- 第06話 誘惑の森（Die Anhalterin 36）
- 第07話 証拠写真（Der tote Zeuge 37）
- 第08話 狙撃者ジョーカー（Der Joker 38）
- 第09話 死のガソリン（Treibstoff 39）
- 第10話 暴走タンクローリー 必爆!（Tödliche Ladung 40）
- 第11話 潜入のアンドレア（Brennender Ehrgeiz 41）
- 第12話 攻防! 暗号解読ソフト（Schattenkrieger 42）
- 第13話 TAXI 541（Taxi 541 43）
- 第14話 哀しきリベンジャー（Der Richter 44）
- 第15話 還らざる海（前編）（Der Tod eines Jungen〈Teil 1〉 45）
- 第16話 還らざる海（後編）（Ein einsamer Sieg〈Teil 2〉 46）

アウトバーン・コップ Alermシリーズ（第4シーズン）
- オリジナル版（Höllenfahrt auf der A4 TV-movie）
- 第01話 失われた記憶（Blinde Liebe 47）
- 第02話 アムステルダム・コネクション（Tulpen aus Amsterdam 48）
- 第03話 マフィア資金強奪（Böse Überraschung 49）
- 第04話 爆殺! 高速の復讐者（Hase und Igel 50）
- 第05話 ハイウェイ・マニアック（Highway Maniac 51）
- 第06話 逃亡犯（Auf der Flucht 52）
- 第07話 危険な玩具（Gefährliches Spielzeug 53）
- 第08話 極秘兵器EPW（Geheimnisvolle Macht 54）
- 第09話 危険な休日（Die Hütte am See 55）
- 第10話 テロ組織“黒いバラ”（Die schwarze Rose 56）
- 第11話 ゆがんだ愛（Verlorene Erinnerung 57）
- 第12話 危険な来訪者（Janina 58）
- 第13話 囚人護送車襲撃計画（Der Maulwurf 59）
- 第14話 チェックメイト（Schachmatt 60）
- 第15話 シューマンのビッグチャンス（Schumanns große Chance 61）

インターチェンジ(第5シーズンTVムービー)
ワイルド・ランナーX3/悪魔の罠(第6シーズンTVムービー)

マキシマム・スピード(SPIN OFFシーズンTVムービー)
アラーム・フォー・コブラ SPIN OFF
- 第01話 小さな逃亡者
- 第02話 隠された過去
- 第03話 死を招く夢
- 第04話 最悪な始まり
- 第05話 悲しき復讐
- 第06話 収集家の欲望
- 第07話 教習車暴走
- 第08話 人質の行方
- 第09話 不正が生んだ悲劇
- 第10話 証人暗殺計画

ワイルド・ランナーX2/謎の偽造紙幣(第7シーズンTVムービー)
アウトバーン・スピード(第7シーズン)
- 第01話 偽りのシグナル
- 第02話 カウントダウン
- 第03話 ヘンリッヒとポール
- 第04話 潜入捜査
- 第05話 死の輝き
- 第06話 不意の衝突
- 第07話 家族の絆
- 第08話 暴走と逃走の果てに
- 第09話 撮影者
- 第10話 倒錯のロックンロール
- 第11話 タイムリミット
- 第12話 危ない私立探偵

ワイルド・ランナーX/狙われた黄金(第8シーズンTVムービー)
ワイルド・ランナーX(セル版　アラーム・フォー・コブラ11 season8)（第8シーズン）
- 第01話 治外法権の壁（Ohne Ausweg）
- 第02話 死の標的（Im Visier des Todes）
- 第03話 命がけの解読（Die Todesliste）
- 第04話 歪んだ愛情（Vertrauter Feind）
- 第05話 狙われた証人（Die Zeugin）
- 第06話 極限の約束（Um jeden Preis）
- 第07話 非常事態の相棒（Freunde in Not）
- 第08話 ショーの舞台裏（Showdown）
- 第09話 過去からの復讐（Wer Wind sät ...）
- 第10話 フルスロットル（Feuer und Flamme）
- 第11話 "パンサー"の狙い（Muttertag）
- 第12話 正義の名の下に（Gnadenlos）
- 第13話 偽りの友情（Falsche Freundschaft）
- 第14話 地獄からの脱出（Extrem）

ワイルド・ランナーXX(セル版　アラーム・フォー・コブラ11 season9)（第9シーズン）
- 第01話 相棒復活（Comeback）
- 第02話 元刑事の勘（Der Kommissar）
- 第03話 最高の勇気（Heldentage）
- 第04話 危機一髪（Hochspannung）
- 第05話 密輸事件の黒幕（Jäger und Gejagte）
- 第06話 交錯する罠（Feindliche Übernahme）
- 第07話 1200キロの爆薬（Explosiv）
- 第08話 連続放火事件（Feueralarm）
- 第09話 危険な拾得物（Brennpunkt Autobahn）
- 第10話 復讐の炎（Notwehr）
- 第11話 正義ある信念（Zivilcourage）
- 第12話 追われて!（Auf der Jagd）
- 第13話 第一容疑者（Kleine Schwester）
- 第14話 断崖絶壁（Am Abgrund）
- 第15話 目撃の真実（Fieber）
- 第16話 リコールの提言（Außer Kontrolle）

レッドゾーン(セル版　アラーム・フォー・コブラ11 season10)（第10シーズン)
- 第01話  疑惑
- 第02話  ノーウェイ・バック
- 第03話　フラッシュバック
- 第04話　火炎の下
- 第05話　危険な賭け
- 第06話　死に直面して

アラーム・フォー・コブラ11（第11シーズン）
- 第01話 死のパスポート（前編）[アラーム・フォー・コブラ11 SPECIALの前半]
- 第02話 死のパスポート（後編）[の後半]
- 第03話 新コンビ・最初の事件
- 第04話 復讐の銃弾
- 第05話 偽りのパートナー
- 第06話 特別機動隊の陰謀
- 第07話 告発の行方
- 第08話 スパイの真実
- 第09話 紙幣偽造団を追え
- 第10話 人質救出作戦
- 第11話 麻薬組織を壊滅せよ
- 第12話 逃亡者

※セル版のDVD-BOXは3〜12話が1〜10話として収録。
アラーム・フォー・コブラ11 スクランブル(第12シーズンTVムービー)
アラーム・フォー・コブラ11（第12シーズン）
- 第01話　誘拐事件発生　(Entführt)
- 第02話　人体実験の結末　(Infarkt)
- 第03話　ネズミの巣　(Rattennest)
- 第04話　仕組まれた罠　(Alte Schule)
- 第05話　債務の代償　(Inkasso)
- 第06話　復讐の火種　(Auge um Auge)
- 第07話　生きるため　(Leben und leben lassen)
- 第08話　完全なる損失　(Totalverlust)
- 第09話　会社合併の真実　(Exodus)
- 第10話　最後の潜入捜査　(Unter Feinden)

HEAT　ヒート　無法捜査線 HEAT(第13シリーズTVムービー)

HEAT　ヒート　東京クライシス(第14シリーズTVムービー)

アラーム・フォー・コブラ11/アウトバーンコップ(21・22シーズンの一部エピソード)
- 第1話 不意に来る死
- 第2話 父親の喜び
- 第3話 ミダス作戦
- 第4話 リスク
- 第5話 ヌーディストビーチ　アラーム・フォー・ゼミル
- 第6話 苦しいほどの愛
- 第7話 サマーとシャーキー
- 第8話 囚われの身
- 第9話 王殺し
- 第10話 Bチーム
- 第11話 過去の亡霊